# 7394 Xanthomalitia
7394 Xanthomalitia è un asteroide della fascia principale del diametro medio di circa 44,33 km. Scoperto nel 1985, presenta un'orbita caratterizzata da un semiasse maggiore pari a 3,9437717 UA e da un'eccentricità di 0,0385907, inclinata di 8,59416° rispetto all'eclittica.